# Lobesia embrithes
Lobesia embrithes is een vlinder uit de familie bladrollers (Tortricidae). De wetenschappelijke naam voor deze soort is voor het eerst geldig gepubliceerd in 1961 door Diakonoff.
De soort komt voor in tropisch Afrika.